# Guglielmo Enrico di Hannover
Guglielmo Enrico di Hannover, duca di Gloucester ed Edimburgo (Westminster, 25 novembre 1743 – Londra, 25 agosto 1805), fu un membro della famiglia reale britannica, nipote di Giorgio II di Gran Bretagna e fratello minore di Giorgio III del Regno Unito.

## Biografia

### Infanzia e gioventù
Il principe Guglielmo Enrico nacque a Leicester House, a Londra. Suo padre era Federico, principe di Galles, figlio maggiore di re Giorgio II e della regina Carolina, nata principessa di Ansbach; sua madre era invece Augusta, principessa di Galles (nata di Sassonia-Gotha-Altenburg). Egli venne battezzato nel luogo dove era nato undici giorni più tardi; suoi padrini furono:
- lo zio paterno acquisito, il principe Guglielmo IV di Orange-Nassau;
- lo zio paterno, Guglielmo Augusto, Duca di Cumberland;
- la zia paterna, la principessa Amelia Sofia;

In quanto figlio del sovrano, fin dalla nascita venne chiamato Sua Altezza Reale Principe Guglielmo; quando venne al mondo era quarto in linea di successione al trono.
In seguito Guglielmo Enrico si unì alla British Army. Suo padre morì nel 1751 lasciando il principe Giorgio, fratello maggiore di Guglielmo Enrico, erede apparente al trono; quest'ultimo succedette al nonno il 25 ottobre 1760 come re Giorgio III ed il 19 novembre 1764 creò Guglielmo Enrico Duca di Gloucester ed Edimburgo, Conte di Connaught. Il 27 maggio 1762 venne ordinato Cavaliere della Giarrettiera ed investito dell'onorificenza il 22 settembre dello stesso anno.

### Matrimonio
Il Duca fu guardiano della Foresta di Windsor e perciò risiedeva a Cranbourne Lodge; Guglielmo Enrico è forse noto maggiormente per il suo matrimonio segreto del 1776 con Maria Walpole, la contessa vedova di Waldegrave e nipote illegittima di Sir Robert Walpole. Quest'unione, e quella di suo fratello, il Duca di Cumberland e Strathearn, portò all'approvazione del Royal Marriages Act 1772.
Guglielmo Enrico e Maria vissero a St Leonard's Hill, a Clewer, nei pressi di Windsor, ed ebbero tre figli:
- Sua Altezza Reale Principessa Sofia di Gloucester ed Edimburgo (Sofia Matilde; 29 maggio 1773 – 29 novembre 1844);
- Sua Altezza Principessa Carolina di Gloucester ed Edimburgo (Carolina Augusta Maria; 24 giugno 1774 – 14 marzo 1775);
- Sua Altezza Reale Principe Guglielmo Federico, Duca di Gloucester ed Edimburgo (15 gennaio 1776 – 30 novembre 1834).

La principessa Carolina morì quando aveva solo nove mesi a causa dell'inoculazione di materiale vaioloso inteso a proteggerla contro il vaiolo. In quanto bisnipoti in linea maschile di un sovrano, re Giorgio II, i figli di Guglielmo Enrico erano delle Altezze ed utilizzavano la designazione territoriale di Gloucester ed Edimburgo in congiunzione con il loro titolo principesco; con il matrimonio di Guglielmo Federico con la cugina Maria, lui e la sorella sopravvissuta ricevettero il trattamento di Altezza Reale.

#### Discendenza illegittima
Guglielmo Enrico ebbe inoltre una figlia illegittima dalla sua amante, Lady Almeria Carpenter, figlia del Conte di Tyrconnell. Il frutto dell'adulterio si chiamava Louisa Maria La Coast (Esher, 6 gennaio 1782 – Bossall, 10 febbraio 1835): il 29 dicembre 1803, a Norwich nel Norfolk, sposò Godfrey Macdonald, XI baronetto Macdonald di Slate, in seguito III barone Macdonald di Slate. Louisa e Godfrey ebbero tre figli nati prima del loro matrimonio (legittimati in seguito per la legge scozzese, ma non per quella irlandese) e dieci in seguito. Questi figli ed i loro posteri, sono gli unici discendenti del principe Guglielmo Enrico, duca di Gloucester ed Edimburgo.

### Ultimi anni
Il Duca venne nominato, in maniera onoraria, colonnello del 13º Reggimento Fanteria, del 3º Reggimento Guardie Fanteria e del 1º Reggimento Guardie Fanteria; il 12 ottobre 1793 divenne feldmaresciallo.
Egli servì anche come tredicesimo cancelliere del Trinity College di Dublino, dal 1771 alla morte nel 1805.
Morì il 25 agosto 1805 a Gloucester House, a Londra.

## Titoli nobiliari, onorificenze e stemma

### Titoli
- 14 novembre 1743 – 19 novembre 1764: Sua Altezza Reale Principe Guglielmo[1]
- 19 novembre 1764 – 25 agosto 1805: Sua Altezza Reale Il Duca di Gloucester ed Edimburgo

### Stemma
Guglielmo Enrico utilizzò lo stemma del regno, differenziato mediante un lambello a cinque punte, delle quali quella centrale riportante un giglio d'azzurro, mentre le altre quattro recanti una croce rossa di San Giorgio.

## Antenati
|                                         |                                        |                                           | Genitori                                               |  |  | Nonni |  |  | Bisnonni                |  |  | Trisnonni                             |  |
|                                         |                                        |                                           |                                                        |  |  |       |  |  | Giorgio I d'Inghilterra |  |  | Ernesto Augusto di Brunswick-Lüneburg |  |
|                                         |                                        |                                           |                                                        |  |  |       |  |  | Giorgio I d'Inghilterra |  |  | Ernesto Augusto di Brunswick-Lüneburg |  |
|                                         |                                        | Sofia del Palatinato                      |                                                        |  |  |       |  |  | Giorgio I d'Inghilterra |  |  |                                       |  |
| Giorgio II d'Inghilterra                |                                        |                                           |                                                        |  |  |       |  |  | Giorgio I d'Inghilterra |  |  |                                       |  |
|                                         |                                        | Sofia Dorotea di Celle                    | Giorgio Guglielmo di Brunswick-Lüneburg                |  |  |       |  |  |                         |  |  |                                       |  |
|                                         |                                        | Sofia Dorotea di Celle                    | Giorgio Guglielmo di Brunswick-Lüneburg                |  |  |       |  |  |                         |  |  |                                       |  |
|                                         |                                        | Sofia Dorotea di Celle                    | Éléonore d'Esmier d'Olbreuse                           |  |  |       |  |  |                         |  |  |                                       |  |
| Federico di Hannover                    |                                        | Sofia Dorotea di Celle                    |                                                        |  |  |       |  |  |                         |  |  |                                       |  |
|                                         |                                        | Giovanni Federico di Brandeburgo-Ansbach  | Alberto II di Brandeburgo-Ansbach                      |  |  |       |  |  |                         |  |  |                                       |  |
|                                         |                                        | Giovanni Federico di Brandeburgo-Ansbach  | Alberto II di Brandeburgo-Ansbach                      |  |  |       |  |  |                         |  |  |                                       |  |
|                                         |                                        | Giovanni Federico di Brandeburgo-Ansbach  | Margherita Sofia di Oettingen-Oettingen                |  |  |       |  |  |                         |  |  |                                       |  |
| Carolina di Brandeburgo-Ansbach         |                                        | Giovanni Federico di Brandeburgo-Ansbach  |                                                        |  |  |       |  |  |                         |  |  |                                       |  |
|                                         |                                        | Giovanna Elisabetta di Baden-Durlach      | Federico VI di Baden-Durlach                           |  |  |       |  |  |                         |  |  |                                       |  |
|                                         |                                        | Giovanna Elisabetta di Baden-Durlach      | Federico VI di Baden-Durlach                           |  |  |       |  |  |                         |  |  |                                       |  |
|                                         |                                        | Giovanna Elisabetta di Baden-Durlach      | Cristina Maddalena del Palatinato-Zweibrücken-Kleeburg |  |  |       |  |  |                         |  |  |                                       |  |
| Guglielmo Enrico di Hannover            |                                        | Giovanna Elisabetta di Baden-Durlach      |                                                        |  |  |       |  |  |                         |  |  |                                       |  |
|                                         | Federico I di Sassonia-Gotha-Altenburg | Ernesto I di Sassonia-Coburgo-Altenburg   |                                                        |  |  |       |  |  |                         |  |  |                                       |  |
|                                         | Federico I di Sassonia-Gotha-Altenburg | Ernesto I di Sassonia-Coburgo-Altenburg   |                                                        |  |  |       |  |  |                         |  |  |                                       |  |
|                                         | Federico I di Sassonia-Gotha-Altenburg | Elisabetta Sofia di Sassonia-Altenburg    |                                                        |  |  |       |  |  |                         |  |  |                                       |  |
| Federico II di Sassonia-Gotha-Altenburg | Federico I di Sassonia-Gotha-Altenburg |                                           |                                                        |  |  |       |  |  |                         |  |  |                                       |  |
|                                         |                                        | Maddalena Sibilla di Sassonia-Weissenfels | Augusto di Sassonia-Weissenfels                        |  |  |       |  |  |                         |  |  |                                       |  |
|                                         |                                        | Maddalena Sibilla di Sassonia-Weissenfels | Augusto di Sassonia-Weissenfels                        |  |  |       |  |  |                         |  |  |                                       |  |
|                                         |                                        | Maddalena Sibilla di Sassonia-Weissenfels | Anna Maria di Meclemburgo-Schwerin                     |  |  |       |  |  |                         |  |  |                                       |  |
| Augusta di Sassonia-Gotha-Altenburg     |                                        | Maddalena Sibilla di Sassonia-Weissenfels |                                                        |  |  |       |  |  |                         |  |  |                                       |  |
|                                         |                                        | Carlo Guglielmo di Anhalt-Zerbst          | Giovanni VI di Anhalt-Zerbst                           |  |  |       |  |  |                         |  |  |                                       |  |
|                                         |                                        | Carlo Guglielmo di Anhalt-Zerbst          | Giovanni VI di Anhalt-Zerbst                           |  |  |       |  |  |                         |  |  |                                       |  |
|                                         |                                        | Carlo Guglielmo di Anhalt-Zerbst          | Sofia Augusta di Holstein-Gottorp                      |  |  |       |  |  |                         |  |  |                                       |  |
| Maddalena Augusta di Anhalt-Zerbst      |                                        | Carlo Guglielmo di Anhalt-Zerbst          |                                                        |  |  |       |  |  |                         |  |  |                                       |  |
|                                         |                                        | Sofia di Sassonia-Weissenfels             | Augusto di Sassonia-Weissenfels                        |  |  |       |  |  |                         |  |  |                                       |  |
|                                         |                                        | Sofia di Sassonia-Weissenfels             | Augusto di Sassonia-Weissenfels                        |  |  |       |  |  |                         |  |  |                                       |  |
|                                         |                                        | Sofia di Sassonia-Weissenfels             | Anna Maria di Meclemburgo-Schwerin                     |  |  |       |  |  |                         |  |  |                                       |  |
|                                         |                                        | Sofia di Sassonia-Weissenfels             |                                                        |  |  |       |  |  |                         |  |  |                                       |  |